# Pierre Heude

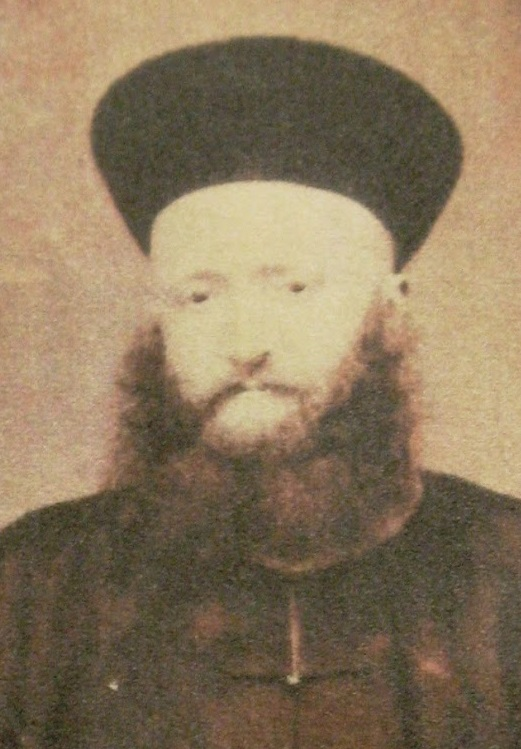
Pierre Heude

Pierre Marie Heude (* 25. Juni 1836 in Fougères, Bretagne, Frankreich; † 3. Januar 1902 bei Xujiahui, Chinesisches Kaiserreich) war ein französischer Missionar und Naturforscher, der lange Zeit in China und Ostasien tätig war. Er war in erster Linie Malakologe, daneben beschäftigte er sich mit Schildkröten und Säugetieren.

## Leben und Wirken
1856 trat Heude in den Jesuitenorden ein. Nach einem Philosophie- und Theologiestudium wurde er 1867 zum Priester geweiht und anschließend nach China entsandt. Heude kam am 9. Januar 1868 in Shanghai an, wo er seine Forschungsarbeit in ganz Ostasien startete. Den größten Teil seiner Sammlung trug Heude im Flusstal des Jangtsekiang in den Provinzen Jiangsu und Anhui zusammen, wo die Jesuiten mehrere Missionen hatten. Weitere Expeditionen führten ihn nach Japan, auf die Philippinen und nach Indochina.
Heude war in einer katholischen Mission bei Zi-ka-wei (heute Xujiahui) ungefähr 8 km südwestlich von Shanghai stationiert, wo er ein Naturkundemuseum neben der Kirche aufbaute, das als Musée Heude in der Folgezeit die größte naturhistorische Sammlung in China beherbergte. 1873 und 1874 besuchten prominente Naturforscher wie Armand David oder Robert Swinhoe das Museum. Anfang des 20. Jahrhunderts studierte Frank Wall die Schlangensammlung des Museums. Nach 1933 ging Heudes Museumssammlung in den Besitz der Fudan-Universität über. Seit den 1950er Jahren befindet sich ein Teil im Naturhistorischen Museum Shanghai und der Hauptteil im Zoologischen Institut der Chinesischen Akademie der Wissenschaften in Peking.
Heudes Forschungsschwerpunkt waren die Mollusken, er erstbeschrieb jedoch auch mehrere Säugetierarten, darunter den Tamarau, die Gattung der Rotwangenhörnchen, das Annamitische Pustelschwein, das Visayas-Pustelschwein, den Calamian-Hirsch, den Grünen Nacktrückenflughund sowie das heute ausgestorbene Annamitische Java-Nashorn. In einem weiteren Werk mit dem Titel Mémoire sur le Trionyx aus dem Jahr 1880 beschäftigte er sich mit sich mit den Schildkrötenarten Rafetus swinhoei und Pelodiscus sinensis.
Heude starb am 3. Januar 1902 nach langer schwerer Krankheit, die er sich zwischen 1899 und 1900 während seiner letzten Expedition ins Königreich Siam zugezogen hatte.

## Schriften (Auswahl)
- Conchyliologie fluviatile de la province de Nanking et de la Chine centrale. Paris. 10 Bände. (Digitalisat) (Weiteres Digitalisat), 1875–1885
- Notes sur les Mollusques terrestres de la vallée du Fleuve Bleu (Digitalisat). Mémoires concernant l’histoire naturelle de l’empire chinois par des pères de la Compagnie de Jésus, Mision Catholique, Chang-Hai, 1882–1890
  - 2: 1–88, plates 12–21, 1882
  - 3: 89–132, plates 22–32, 1885
  - 4: 125[sic]–188, plates 33–43, 1890